# Риоача
Риоа̀ча (на испански: Riohacha) е град в Колумбия.
Разположен е в северната част на страната на брега на Карибско море и устието на река Ранчерия. Главен административен център на департамент Ла Гуахира. Населението е 167 865 души (2005).
Основан е през 1535 г. от германския пътешественик Николаус Федерман.
Риболов, животновъдство, отглеждане на плодове.